# Санкт-Петербурзький договір (1895)
Санкт-Петербу́рзький до́говір – договір про торгівлю і мореплавання між Російською та Японською імперіями, підписаний 27 травня (8 червня) 1895 у Санкт-Петербурзі Олексієм Лобановим-Ростовським і Сергієм Вітте зі сторони Росії та Нісі Токудзіро зі сторони Японії.
Складався з 20 статей і встановлювався на 12 років. Було обумовлено, що договір вступить у силу не раніше, ніж як через 4 роки після підписання. Ст. 18 договору скасовувала російсько-японські договори 1855, 1858, торгову конвенцію 1867 і усі додаткові домовленості.
Іноземні поселення в Японії повинні були ввійти до складу японських міст і надалі підкорятися японській владі, а не іноземним консульствам (ст. 17). У ст. 1 договору перераховувалися права, надані підданим кожної з договірних сторін на території іншої сторони.
Власність підданих однієї з держав на території іншої оголошувалась недоторканною; їм надавалась свобода переїзду і оселення, рівні з місцевими жителями судові та майнові права (ст. 13), свобода совісті та віросповідання, запроваджувався принцип рівного оподаткування (ст. 4-7).
Обидві держави надавали один одному режим найбільшого сприяння у відношенні торгівлі і мореплавання, а також право назначати своїх консулів повсюдно, за винятком окремих районів (ст. 15).